# 72 a.C.

## Eventos
- 177a olimpíada.
- Lúcio Gélio Publícola e Cneu Cornélio Lêntulo Clodiano, cônsules romanos.
- Oitavo e último ano da Guerra de Sertório contra Metelo Pio e Pompeu na península Ibérica.
  - Marco Perperna Ventão, subordinado de Sertório, assassina seu general e assume o comando da revolta.
  - Pompeu atrai as forças de Perperna para uma emboscada e o derrota, encerrando a revolta.
- Terceiro ano da Terceira Guerra Mitridática contra Mitrídates VI do Ponto, sob o comando geral do general Lúculo.
  - Começa o Cerco de Amiso pelas forças de Lúculo.
  - Lúculo deixa Lúcio Licínio Murena no comando em Amiso e derrota Mitrídates VI na Batalha de Cabira.
- Segundo ano da Terceira Guerra Servil contra Espártaco. Os dois cônsules marcham com seus exércitos para enfrentá-lo.
  - As duas legiões de Clodiano foram destruídas pelos rebeldes perto da moderna Pistoia.
  - Em seguida, Espártaco derrotou as duas legiões de Publícola perto da mesma região.
  - Finalmente, os dois cônsules reuniram as forças romanas sobreviventes, mas foram novamente derrotados em Piceno.
  - Crasso assume o comando da guerra por ordem do Senado depois dos sucessivos desastres.

## Nascimentos
- Vercingetórix, líder dos gauleses na luta contra os romanos

## Mortes
- Sertório, assassinado.